# Phintelloides scandens
Espèce
Phintelloides scandens est une espèce d'araignées aranéomorphes de la famille des Salticidae.

## Distribution
Cette espèce est endémique du Sabah en Malaisie,. Elle se rencontre dans la Banjaran Crocker sur le mont Kinabalu et vers Keningau.

## Habitat
Cette espèce se rencontre dans la canopée.

## Description
Le mâle holotype mesure 4,80 mm et la femelle paratype 4,50 mm, les mâles mesurent de 4,30 à 5,40 mm.

## Systématique et taxinomie
Cette espèce a été décrite par Deeleman-Reinhold, Addink et Miller en 2024.

## Publication originale
- Deeleman-Reinhold, Addink & Miller, 2024 : « The genera Chrysilla and Phintelloides revisited with the description of a new species (Araneae, Salticidae). » Biodiversity Data Journal, vol. 12, no e129438, p. 1-57 (texte intégral).